# سامانثا سافاج سميث
سامانثا سافاج سميث هي كاتبة غنائية ومغنية كندية، ولدت في 4 أكتوبر 1987 في كالغاري في كندا.

## وصلات خارجية
- سامانثا سميث على موقع ميوزك برينز (الإنجليزية)
- سامانثا سميث على موقع ديسكوغز (الإنجليزية)